# Solaris (1972)
Solaris (OT: russisch Солярис, transkribiert Soljaris) ist ein sowjetischer Science-Fiction-Film von Andrei Tarkowski aus dem Jahr 1972. Er basiert auf dem gleichnamigen Roman des polnischen Autors Stanisław Lem.

## Handlung
Der Psychologe Kris Kelvin wird zu dem Planeten Solaris beordert, dessen Erforschung sich seit Längerem in einer Krise befindet. Vor der Abreise besucht Kelvin seinen Vater. Dieser hat seinen Freund Henri Berton eingeladen, der glaubt, dass die Erfahrungen, die er während seiner früheren Mission auf Solaris gemacht hat, für Kelvin bedeutsam sein könnten. Während eines Fluges hatte er geglaubt, menschliche Figuren auf der Oberfläche des von einem gasförmigen, amorphen Ozean bedeckten Planeten wahrgenommen zu haben.
Kelvin reist zu der Raumstation, die über dem Planeten schwebt. Die Station befindet sich in einem chaotischen Zustand, von den beiden Wissenschaftlern Snaut und Sartorius erhält Kelvin nur marginale Auskünfte. Gibarjan, der dritte Wissenschaftler, hat sich umgebracht. Am nächsten Morgen erwacht Kelvin in seiner Kajüte neben einer jungen Frau. Diese gleicht bis aufs Haar seiner toten Frau Hari, für deren Selbstmord er sich verantwortlich fühlt. Bald erfährt Kelvin, dass alle Forscher auf der Station mit ihren menschgewordenen Erinnerungen konfrontiert sind. Snaut hat resigniert, während Sartorius verbissen an einer Methode zur Neutralisierung der Erscheinungen, die sie „Gäste“ nennen, arbeitet.
Kelvin versucht mehrfach, sich Haris Doppelgängerin zu entledigen, doch diese kehrt immer wieder unversehrt zu ihm zurück. „Hari“ entwickelt zusehends ein eigenes Bewusstsein: Weil sie ein Gespräch belauscht hat, weiß sie, dass sie ein Duplikat aus Kelvins Erinnerungen ist. Sie unternimmt einen Selbstmordversuch, indem sie flüssigen Sauerstoff trinkt, erwacht aber bald wieder zum „Leben“. Später tritt sie zunehmend als eigenständige Persönlichkeit auf und Kelvin nimmt sie als solche an. Als Kelvin zusehends in seinen Erinnerungen versinkt, lässt sie sich von Sartorius und Snaut durch einen Annihilator vernichten. Die Forscher bestrahlten den Ozean zudem mit Kelvins Elektroenzephalogramm, woraufhin sich Inseln auf dessen Oberfläche bilden. In der letzten Szene besucht Kelvin seinen Vater, doch dies entpuppt sich als eine Materialisation aus seinem Gedächtnis, die Szenerie treibt auf der Oberfläche des Planeten.

## Hintergrund

### Buch und Film
Stanisław Lems Roman erschien 1961. Im Jahr 1968 entstand zunächst der zweiteilige sowjetische Fernsehfilm Solaris nach der Romanvorlage. Im Oktober des gleichen Jahres schlug Tarkowski dem zentralen sowjetischen Filmbüro Goskino die Verfilmung von Lems Roman als sein nächstes Projekt vor. Tarkowski über seine Entscheidung, Lems Roman zu verfilmen:
„Lem [hat] in SOLARIS ein mir nahes Thema behandelt […] Es geht um den Konflikt zwischen Selbstüberwindung, gefestigter Überzeugung und sittlicher Wandlungsfähigkeit einerseits sowie mit den Bedingtheiten des eigenen Schicksals andererseits. Der geistige Horizont des Romans hat nichts mit der Gattung Science-fiction gemein. SOLARIS nur wegen des Genres zu schätzen, würde dem Gehalt nicht gerecht.“
Im Handlungsverlauf hielt sich Tarkowski weitgehend an die Vorlage, fügte aber eine längere, auf der Erde spielende Exposition hinzu, in der Kelvin seinen Vater besucht. Auch die letzte Szene des Films, in der der Psychologe Kelvin dem Abbild seines Vaters begegnet und in seinen Erinnerungen verharrt, ist im Roman nicht enthalten. In der Vorlage gelingt die endgültige Annihilation der Materialisationen, Kelvin landet schließlich auf einer der Inseln und betrachtet den Ozean.

### Produktion und Filmstart
Im Juni 1969 schloss Tarkowski die Arbeit am Manuskript ab, und im Mai des nächsten Jahres wählte er die Besetzung aus, für die er zwischenzeitlich sogar die schwedische Darstellerin Bibi Andersson in Betracht gezogen hatte. Die Dreharbeiten zu seinem ersten Farbfilm, für den ihm ein Budget von 900.000 Rubel zur Verfügung stand, begannen im März 1971. Die Großstadtaufnahmen zu Beginn des Films entstanden in Tokio.
Am 30. Dezember 1971 wurde der fertige Film der staatlichen Filmgesellschaft Mosfilm vorgeführt. Trotz zahlreicher Auflagen, unter anderem Kürzungen in den als zu lang empfundenen Szenen auf der Erde und die Streichung von religiösen und erotischen Andeutungen, nahm Tarkowski nur wenige Änderungen vor, die vom Leiter von Goskino, Alexei Romanow, schließlich akzeptiert wurden.
Solaris startete am 20. März 1972 in der Sowjetunion und lief als offizieller Vertreter seines Landes im Mai 1972 auf den Internationalen Filmfestspielen von Cannes, wo er den Großen Preis der Jury und den FIPRESCI-Preis erhielt. Am 20. September 1974 startete er in den Kinos der DDR (aus taktischen Gründen im Original mit Untertiteln – die deutsche Synchronisation wurde erst 1989 für die Wiederaufführung erstellt) und 1977 in der Bundesrepublik Deutschland.
Lem selbst war zeitlebens unzufrieden mit Tarkowskis Verfilmung. Auch Tarkowski äußerte sich in späteren Jahren negativ über Solaris und führte unter anderem eine zu starke Gewichtung der Science-Fiction-Elemente an.

### Analyse
In Tarkowskis Film umgeben sich die Forscher auf ihrer Station mit Büchern, Gemälden, Plastiken und anderen Kunstgegenständen aus Antike und Neuzeit. Eine prominente Rolle spielt das wiederholt gezeigte Gemälde Die Jäger im Schnee von Pieter Bruegel.
„Alle diese Gegenstände sind […] greifbare Zeichen dafür, daß die Menschheit auf ihre Raumfahrt all die unermeßlichen irdischen Schätze mitnehmen und der beängstigenden Leere des Kosmos mit ihrem geistigen Reichtum gewappnet begegnen soll.“ (Vera Šitowa)
Für Georg Seeßlen wird dieser geistige Reichtum „und die mit ihm verbundene Kompliziertheit“ dem Menschen zum Verhängnis:
„Weil die Menschen ihre Vergangenheit, ihr Leiden und ihre Erinnerungen mit sich in den Weltenraum schleppen, müssen sie an ihre Grenzen geraten. […] Wie «2001» ist auch Tarkowskijs Film ein Versuch über die Grenzen der menschlichen Kultur.“
Phil Hardy sieht in ebendiesen aufgezeigten Grenzen ein wesentliches Problem des Films:
„Solaris selbst wird als ein gigantisches Hirn, oder besser, intelligente Substanz (Gott?) präsentiert […] sie funktioniert so, wie man einem Bewusstsein nachsagt, dass es funktioniert, und jeder Versuch, dessen Geheimnisse zu verstehen, ist dazu verurteilt, an die Grenzen des menschlichen Verstandes zu stoßen. […] der intellektuelle Gehalt des Films [ist] eine Anhäufung antiquierter, romantischer Klischees. […] sowohl 2001 als auch Solaris bieten in filmische Brillanz gehüllte intellektuelle Banalitäten.“

## Synchronisation
Von Solaris existieren, ähnlich wie von Tarkowskis Filmen Andrei Rubljow (1966) und Stalker (1979), eine deutsche Westsynchronisation, die 1979 von der ARD erstellt wurde, und eine Ostsynchronisation der DEFA, die anlässlich der Wiederaufführung 1989 in der DDR entstand. Auf der Icestorm-DVD befindet sich die DEFA-Synchronisation. Die Sprecher beider Versionen im Einzelnen:
| Schauspieler/in       | Rolle                                      | ARD-Synchro 1979  | DEFA-Synchro 1989 |
| --------------------- | ------------------------------------------ | ----------------- | ----------------- |
| Donatas Banionis      | Kris Kelvin                                | Klaus Kindler     | Justus Fritzsche  |
| Natalja Bondartschuk  | Hari                                       | Traudel Haas      | Dagmar Dempe      |
| Wladislaw Dworschezki | Burton                                     | Christian Rode    | Dieter Bellmann   |
| Sos Sargsjan          | Gibarjan                                   | Joachim Cadenbach | Walter Niklaus    |
| Anatoli Solonizyn     | Sartorius                                  | Wolfgang Pampel   | Friedhelm Eberle  |
| Jüri Järvet           | Snaut                                      | Peter Fitz        | Peter Panhans     |
| Olga Barnet           | Mutter                                     | ?                 | Ruth Friemel      |
| Nikolai Grinko        | Vater                                      | ?                 | Siegfried Voß     |
| Julian Semjonow       | Vorsitzender der Untersuchungs- kommission | ?                 | Walter Jäckel     |

## Kritiken
Laut Lexikon des internationalen Films sei der Film über zentrale menschliche Fragen brillant. Er hinterfrage in Form einer Utopie den Fortschrittsglauben.
Marie Anderson schreibt zudem bei Kino Zeit, dass der Film sich klar gegen den Positivismus stelle. Sie empfiehlt, sich das philosophische Bonusmaterial der DVD anzusehen.

## Auszeichnungen
- 1972: Großer Preis der Jury und FIPRESCI-Preis, Internationale Filmfestspiele von Cannes

## Weitere Verfilmungen
- Solaris, zweiteiliger Fernsehfilm, Sowjetunion 1968, Regie: Lidiya Ishimbayeva und Boris Nirenburg
- Solaris, USA 2002, Regie: Steven Soderbergh